# 小牧太
小牧 太（こまき ふとし、1967年9月7日 - ）は、兵庫県競馬組合の騎手。1985年に兵庫県競馬組合よりデビューして、2004年に日本中央競馬会（JRA）へ移籍し、2024年8月より兵庫県競馬組合に復帰。弟は兵庫県競馬組合所属調教師の小牧毅。息子の小牧加矢太は2020年の全日本障害飛越選手権を制した馬術競技の元選手で現JRA騎手。

## 来歴

### 兵庫所属時代
出生は神奈川県横浜市。横浜から移り住んだ鹿児島で競馬とは無縁の環境で育ち、進学先の高校も決まっていたが、乗り役を捜していた近所の牧場が小牧に声を掛けたことから話は進展し、1985年兵庫県競馬組合の曾和直榮厩舎の所属騎手としてデビューとなる。
初騎乗は1985年10月30日姫路競馬第1競走（タカラヒリユウ）で初勝利は同年11月3日姫路競馬第8競走（ビンゴトモエ）。厩舎の主戦に田中道夫がいたことや、厩舎の西脇から園田への移転で伸び悩む時期もあったが、1989年摂津盃での優勝を機に盛り返しを見せ、これ以降曾和厩舎の主戦騎手として、楠賞全日本アラブ優駿3勝など数々の重賞を制覇した。1992年には181勝をあげ、田中道夫をおさえ初めて兵庫リーディングジョッキーとなる。兵庫県でのリーディング獲得は9年連続を含む10回を数え、1994年、1996年には地方競馬の全国リーディングを獲得している。
アラブ時代は縁がなかった三冠制覇はサラブレッド導入2年目にロードバクシンで達成している。

### 中央競馬での活躍、移籍
中央競馬での初勝利は1993年のワールドスーパージョッキーズシリーズ参戦時。その後、兵庫県競馬にもサラブレッドが導入されたことから指定交流競走を通じて中央競馬での騎乗も増え、移籍前に重賞を2勝している。このころから橋口弘次郎厩舎の所属馬に騎乗する機会が増えた。
2001年、2002年に中央競馬で20勝以上を挙げ、JRAの騎手試験の一次試験の筆記試験（国語・数学・競馬法規）が免除され二次試験（技能試験と面接）から受験できる資格を得た。2003年の同試験に合格し、2004年にJRAへ移籍。兵庫県競馬組合所属としての最後の勝利は、特別に「フェアウェルステージ」と改称されたレースで同じくJRAへ移籍する赤木高太郎をマッチレースの末、クビ差抑えてのものだった。中央移籍までの地方競馬通算勝利は3376勝。

### JRA移籍後
移籍後の初騎乗は2004年3月6日、初勝利は翌3月7日。
ダイタクバートラムでは同じようなミスを犯し、しかもミルコ・デムーロに乗り代わった途端に圧勝されるなど与えられたチャンスを生かせなかった。騎乗機会の多かった橋口厩舎の馬でも上村洋行（ペールギュントなど）や藤岡佑介（ローゼンクロイツなど）に委ねられるケースが増えた時期もあった。ただ、2009年にはローズキングダムでの朝日杯フューチュリティステークス勝利をはじめ橋口厩舎所属馬で重賞を4勝するなど、重要な場面での起用が増えている。
それでも移籍4年間で重賞を9勝（地方込み）、2006年2月26日の阪神競馬第2競走で中央競馬通算200勝、2007年10月7日に中央競馬通算300勝を達成している。2007年2月3・4日には小倉大賞典・シルクロードステークスと2日間で重賞2勝するという偉業を達成している。なお、JRA所属となってからも兵庫への参戦は活発で、2004年に条件レベルの交流戦を中心に地方全体で10勝を挙げ、兵庫での重賞成績は4戦2勝2着2回。三冠の園田ダービー、菊水賞では兵庫所属のホクセツガーデンに騎乗している。
2008年4月13日、桜花賞をレジネッタで制し、JRA移籍5年目にして初のGI勝利を達成した。同年のスプリングステークスをスマイルジャックで制するなど同年のクラシック世代で活躍していることから、桜花賞実況の馬場鉄志（関西テレビアナウンサー）をして「今年は小牧の年か!」と評するなどとこの年は注目されていた。なお、桜花賞以後もレジネッタを優駿牝馬で単勝5番人気3着、東京優駿ではスマイルジャックを12番人気で2着に好走させ、それぞれのレースで3連単44万馬券、20万馬券となるのに一役買うなど、2008年の3歳春クラシックを盛り上げたジョッキーのひとりである。また、夏にはカノヤザクラでアイビスサマーダッシュ、セントウルステークスを制してサマージョッキーズシリーズに優勝、JRA移籍後初となるワールドスーパージョッキーズシリーズへも参戦した。
2009年7月19日、アイビスサマーダッシュをカノヤザクラで制し、人馬ともに史上初となる、アイビスサマーダッシュ連覇を記録した。
2010年9月25日、阪神競馬第2競走・サラ2歳未勝利でミッキーマスカットに騎乗し1着となり、JRA通算500勝を達成した。
2020年10月17日、京都競馬第5競走でニホンピロマリブに騎乗し1着となり、JRA通算900勝を達成した。
2024年3月28日、園田競馬第2競走で実弟の小牧毅が管理するメイショウマサカリに騎乗して勝利、2022年10月2日の中京競馬第7競走以来約1年半ぶりの勝利を飾った。園田競馬場での勝利は2019年6月27日のJRA交流競走「淀川特別」以来、エキストラ騎乗では2005年3月23日第11競走以来19年ぶりとなった。さらに同日新設された重賞、第1回ネクストスター西日本にてリケアサブルに騎乗し1着となり、兵庫では2004年の姫山菊花賞（カネトシパッション）以来20年ぶりの重賞制覇を達成。この騎乗は騎手養成所時代の同期である田中守調教師に自ら電話をして志願し、周囲のサポートもあって騎乗が決定。「同期の田中守調教師の馬で勝つことが実現して良かったです。強い馬で、またがっていただけでした。力を信じて乗りました」と喜びに浸った。

### 兵庫競馬復帰へ
2024年4月11日、園田競馬で8鞍に騎乗した後、記者陣の取材に応じて、同年に行われるNAR（地方競馬全国協会）の第1回騎手免許試験を受験し、兵庫県競馬組合所属の騎手に復帰したい意向を示した。既に願書を提出しており、5月の1次試験（筆記試験）に合格すれば、7月の面接及び実技試験を受験となり、免許試験に合格すれば同年8月1日より兵庫県競馬組合の騎手に復帰する事となる。仮に実現すれば「地方競馬でキャリアをスタートした騎手が、中央競馬を経て地方競馬に復帰する」初の事例となる。なお、兵庫県競馬組合では他場からの移籍に関しては「3か月間の研修期間」が申し合わせで決まっている（詳細）が、兵庫への復帰となる小牧に関してこの規定が適用されるかどうかは「免許再取得後に正式な対応を示す方針」としている。兵庫県調教師会と兵庫県騎手会は小牧の復帰に肯定的な反応を示したとされている。なお、5月下旬に行われた一次試験は合格していることが本人の口から明らかになった。
同年7月19日、NARより令和6年度第1回調教師・騎手免許試験新規合格者が発表され、NAR騎手免許に合格したことが明らかになった。これにより同年7月31日付でJRA騎手免許は取消（返上）となり、8月1日より兵庫県競馬組合・中塚猛厩舎所属の騎手として復帰することとなった。地方競馬出身の中央競馬所属騎手が再び地方競馬に復帰する史上初の事例となった。
同年7月20・21日の小倉競馬がJRA所属騎手として最終騎乗週となり、土日で5鞍に騎乗したが、JRA所属として最終騎乗となった21日の第12競走・3歳以上1勝クラス（ダート1700m）では単勝12番人気のモズアカボスで制し、2022年10月2日・中京競馬第7競走以来の勝利でJRA通算911勝目の掉尾を飾った。最終競走終了後のウィナーズサークルで地方移籍セレモニーが行われ、当日は弟の小牧毅調教師、福島競馬の第1競走で勝利した後に空路で駆け付けた長男の小牧加矢太などからねぎらいを受けた。
兵庫競馬復帰となる8月1日は園田競馬場で記者会見の後、ファンへの紹介式も行われた。勝負服色は移籍前と同様に「緑胴、赤山形一本輪、袖赤」となる。兵庫所属としての実戦騎乗開始は同月14日の園田競馬第2競走でエイシンジェットに騎乗して1着となり、復帰後、初騎乗初勝利を収めている。10月18日には全国交流レース第8回兵庫ゴールドカップでエコロクラージュに騎乗し1着となり、兵庫復帰後初の重賞制覇。
2025年6月26日、園田競馬10Rでウインディーパレスに騎乗して1着となり、2003年以来22年ぶりとなる年間100勝に到達した。

## エピソード

### 泣き虫ジョッキー
感激屋で、涙もろいことで知られている。JRA初勝利となったワールドスーパージョッキーズシリーズで表彰台に上がった際に涙を見せ、JRA移籍直前の園田競馬場の壮行会でも涙で挨拶にならなかった（最初に一言しゃべりかけたものの涙で詰まり、そのまま1分以上泣きじゃくり、「JRAに行っても応援してください!」と言うのがやっとであった）。念願の初GI制覇となった桜花賞の勝利ジョッキーインタビューでは、「ファンの皆さんにやっとGIを勝てました、お待たせしましたと言いたい」とコメントし、ここでも涙を見せた。弟の毅が重賞初制覇した際に、本人の分も泣いたほどである。

### 家族
息子の加矢太も騎手を志していたが、JRAの競馬学校騎手課程試験に落ちた。身長が高く、骨の成長度の検査で将来的に176cmくらいになると診断結果が出たため落ちたという。その後滋賀県の光泉カトリック高等学校に進学し、東京五輪を目指し馬術競技に転向。2013年に全日本ジュニア障害馬術大会で優勝、2014年には長崎がんばらんば国体少年の部で標準障害飛越と二段階障害飛越の2種目で優勝するなど馬術競技で活躍している。2022年のJRA騎手免許試験に合格し、障害専門の騎手となった。
長女は自身のバレットを務めている（父の他に坂井瑠星と荻野極も担当している）。2015年にJRA通算800勝を達成した際には娘が記念のプラカードを持った。

### ファンと騎手との集い
2018年のファン騎手では『「お疲れさまでした」「お」と「した」さえ合っていれば間は何でもいける説』の検証企画でターゲットになった際、唯一怪しさに気づいた。

## 主な騎乗馬
- オカノヒリュウ（1992年西日本アラブダービー、1993・1994年摂津盃）[5]
- タッカースカレー（1998年フクパーク記念、菊水賞、楠賞全日本アラブ優駿）
- ニホンカイユーノス（1998年播磨賞、山陽杯、タマツバキ記念、摂津盃、白鷺賞、園田金盃）
- ワシュウジョージ（1999年菊水賞、六甲盃、西日本アラブダービー、2000年新春賞、山陽杯、2001年西日本アラブ大賞典、兵庫大賞典、園田金盃、アラブグランプリ、摂津盃、2002年西日本アラブ大賞典）
- ロードバクシン（2001年兵庫三冠）
- ローズバド（2001年フィリーズレビュー）
- ロサード（2001年小倉記念）
- ニホンピロサート（2004年プロキオンステークス、サマーチャンピオン、2005年さきたま杯）
- ダイタクバートラム（2004年北九州記念）
- カネトシパッション（2004年姫山菊花賞）
- ペールギュント（2004年デイリー杯2歳ステークス）
- ゴールデンキャスト（2005年セントウルステークス）
- アグネスジェダイ（2005年東京盃、サマーチャンピオン、2006年クラスターカップ）
- アサカディフィート（2007年小倉大賞典）
- エムオーウイナー（2007年シルクロードステークス）
- スマイルジャック（2008年スプリングステークス、東京優駿2着）
- レジネッタ（2008年桜花賞）
- ワンダースピード（2008年アンタレスステークス、名古屋グランプリ、2009年平安ステークス、東海ステークス、2010年名古屋グランプリ）
- カノヤザクラ（2008年アイビスサマーダッシュ、セントウルステークス、2009年アイビスサマーダッシュ）
- ダブルウェッジ（2009年アーリントンカップ）
- アイアンルック（2009年毎日杯）
- リディル（2009年デイリー杯2歳ステークス、2011年スワンステークス）
- ローズキングダム（2009年東京スポーツ杯2歳ステークス、朝日杯フューチュリティステークス）
- キャプテントゥーレ（2010年朝日チャレンジカップ）
- シルポート（2011年京都金杯、2011年マイラーズカップ、2012年マイラーズカップ）
- クラレント（2011年デイリー杯2歳ステークス）
- ワールドエース（2012年きさらぎ賞）
- ナイスミーチュー（2012年シリウスステークス、2014年マーキュリーカップ）
- ツルマルレオン（2013年北九州記念）
- ナムラビクター（2014年アンタレスステークス）
- クールホタルビ（2014年ファンタジーステークス）
- ダコール（2015年新潟大賞典[25]）
- ヒットザターゲット（2015年目黒記念[26]）
- グレイスフルリープ（2016年サマーチャンピオン）
- リケアサブル（2024年ネクストスター西日本）
- エコロクラージュ（2024年兵庫ゴールドカップ、2025年福永洋一記念）
- エイシンハリアー（2025年兵庫ユースカップ）

## 騎乗成績
- 中央競馬

|            | 日付          | 競馬場・開催  | 競走名             | 馬名               | 頭数 | 人気 | 着順 |
| ---------- | ------------- | ------------- | ------------------ | ------------------ | ---- | ---- | ---- |
| 初騎乗     | 1993年3月6日  | 2回中山3日6R  | 4歳新馬            | ナトルーンフラワー | 14頭 | 2    | 8着  |
| 初勝利     | 1993年12月4日 | 5回阪神1日8R  | 4歳上500万下       | ダイゴストロング   | 9頭  | 1    | 1着  |
| 重賞初騎乗 | 1999年9月5日  | 2回小倉8日11R | 小倉3歳ステークス  | ブイイオン         | 13頭 | 8    | 9着  |
| 重賞初勝利 | 2001年3月11日 | 1回阪神6日11R | フィリーズレビュー | ローズバド         | 14頭 | 6    | 1着  |
| GI初騎乗   | 2001年4月29日 | 3回京都4日11R | 天皇賞（春）       | イブキガバメント   | 12頭 | 12   | 7着  |
| GI初勝利   | 2008年4月13日 | 2回阪神6日11R | 桜花賞             | レジネッタ         | 17頭 | 12   | 1着  |
| 最終騎乗   | 2024年7月21日 | 3回小倉8日12R | 3歳上1勝クラス     | モズアカボス       | 15頭 | 12   | 1着  |

| 年度   | 1着 | 2着 | 3着 | 騎乗数 | 勝率 | 連対率 | 複勝率 |
| ------ | --- | --- | --- | ------ | ---- | ------ | ------ |
| 2002年 | 21  | 26  | 25  | 333    | .063 | .141   | .216   |
| 2003年 | 23  | 16  | 18  | 275    | .084 | .142   | .207   |
| 2004年 | 44  | 45  | 55  | 616    | .071 | .144   | .234   |
| 2005年 | 76  | 64  | 62  | 781    | .097 | .179   | .259   |
| 2006年 | 63  | 71  | 67  | 795    | .079 | .169   | .253   |
| 2007年 | 56  | 60  | 70  | 752    | .074 | .154   | .247   |
| 2008年 | 68  | 68  | 65  | 748    | .091 | .182   | .269   |
| 2009年 | 75  | 68  | 68  | 815    | .092 | .175   | .259   |
| 2010年 | 58  | 52  | 47  | 666    | .087 | .165   | .236   |
| 2011年 | 69  | 58  | 52  | 702    | .098 | .181   | .255   |
| 2012年 | 60  | 53  | 55  | 627    | .096 | .180   | .268   |
| 2013年 | 45  | 41  | 45  | 628    | .072 | .137   | .209   |
| 2014年 | 62  | 63  | 56  | 681    | .091 | .184   | .266   |
| 2015年 | 54  | 48  | 39  | 598    | .090 | .171   | .236   |
| 2016年 | 37  | 36  | 40  | 559    | .066 | .131   | .202   |
| 2017年 | 36  | 33  | 25  | 457    | .079 | .151   | .206   |
| 2018年 | 8   | 25  | 17  | 363    | .022 | .091   | .138   |
| 2019年 | 8   | 11  | 12  | 355    | .023 | .054   | .087   |
| 2020年 | 10  | 9   | 19  | 233    | .043 | .082   | .163   |
| 2021年 | 6   | 7   | 9   | 143    | .042 | .091   | .154   |
| 2022年 | 2   | 1   | 5   | 92     | .022 | .033   | .087   |
| 2023年 | 0   | 0   | 2   | 60     | .000 | .000   | .033   |
| 2024年 | 1   | 0   | 1   | 36     | .028 | .028   | .056   |
| 通算   | 911 | 896 | 888 | 11741  | .078 | .154   | .230   |

2011年、フェアプレー賞（関西）
（2024年7月21日現在）

## テレビ出演
- さんまのナンでもダービー
- おとな旅あるき旅 - 栗東市内のラーメン店で小牧が飲んでいたところ同番組のロケが入り、三田村邦彦と共演。

## 著書
- 『泣き虫ジョッキー フトシっ!』（オークラ出版2004年）ISBN 4-7755-0465-7
- 『小牧太の「太論」〜なぜ馬に乗り続けるのか〜』（スタンダードマガジン2014年）ISBN 4-9382-8060-4